# Neodillonia albisparsa
Neodillonia albisparsa là một loài bọ cánh cứng trong họ Cerambycidae.